# Wizardry III: Legacy of Llylgamyn
A Wizardry III: Legacy of Llylgamyn a harmadik része a Wizardry számítógépes szerepjáték-sorozatnak. Andrew Greenberg és Robert Woodhead fejlesztették, és 1983-ban jelent meg a Sir-Tech gondozásában.
A játék közvetlen folytatása a "The Knight of Diamonds"-nak, és a trilógia lezárása. A Wizardry sorozat ezt követően még öt játékkal folytatódott.

## Játékmenet
A történet szerint Llylgamyn városát (melynek a neve egy elütés eredménye) a természet erői fenyegetik. Az egyetlen mód, ahogy meg lehet menteni, az az, ha megtalálják L'Kbreth-et, a sárkányt.
Akárcsak az előző rész, ez is egy hatszintes labirintusból áll, jobban mondva egy hatszintes vulkánból. Ezért ezúttal nem lefelé, hanem felfelé haladunk. A játékmenet és a varázslatok is teljesen ugyanazok, mint az első és második részben. Ugyan áthozhatjuk egy mentéssel a karaktereinket, mivel maga a történet évekkel később játszódik, ezért ők az eredeti karakterek leszármazottai lesznek, és 1-es szintről indulnak újra.
Az egyik első kalandjáték volt, amely ablakkezelőben nyílt meg, előbb, mint bármelyik másik játék Macintosh-on. A technológia miatt egy évet késett a játék megjelenése.

## Fordítás
- Ez a szócikk részben vagy egészben  a   Wizardry III: Legacy of Llylgamyn című angol Wikipédia-szócikk ezen változatának fordításán alapul.  Az eredeti cikk szerkesztőit annak laptörténete sorolja fel. Ez a jelzés csupán a megfogalmazás eredetét és a szerzői jogokat jelzi, nem szolgál a cikkben szereplő információk forrásmegjelöléseként.